# KroniK
KroniK was een professioneel worsteltag-team dat actief was in de World Championship Wrestling (WCW) en World Wrestling Federation (WWF). Het team bestond uit Brian Adams en Bryan Clark.

## In worstelen
- Finishers
  - High Times (Double chokeslam)
  - Total Meltdown (Powerbomb (Clark) / Diving clothesline (Adams) combinatie)

- Adams' finishers
  - Chokeslam

- Clark's finishers
  - Chokeslam
  - Death Penalty (Side slam)
  - Meltdown (Pumphandle slam)

## Kampioenschappen en prestaties
- World Championship Wrestling
  - WCW World Tag Team Championship (2 keer)

- All Japan Pro Wrestling
  - AJPW Unified World Tag Team Championship (1 keer)

- Wrestling Observer Newsletter awards
  - Worst Worked Match of the Year (2001) vs. The Brothers of Destruction op Unforgiven.
  - Worst Tag Team (2000, 2001)